# Junior (West Virginia)
Junior is een plaats (town) in de Amerikaanse staat West Virginia, en valt bestuurlijk gezien onder Barbour County.

## Demografie
Bij de volkstelling in 2000 werd het aantal inwoners vastgesteld op 450.
In 2006 is het aantal inwoners door het United States Census Bureau geschat op 448, een daling van 2 (-0.4%).

## Geografie
Volgens het United States Census Bureau beslaat de plaats een oppervlakte van
0,9 km², waarvan 0,8 km² land en 0,1 km² water. Junior ligt op ongeveer 532 m boven zeeniveau.

## Plaatsen in de nabije omgeving
De onderstaande figuur toont nabijgelegen plaatsen in een straal van 16 km rond Junior.